# Harald Natvig
Harald Natvig (* 10. Juni 1872 in Stavanger; † 1. August 1947 in Hjerkinn) war ein norwegischer Sportschütze.

## Erfolge
Harald Natvig nahm an den Olympischen Spielen 1920 in Antwerpen und an den Spielen 1924 in Paris im Schießen auf eine laufende Scheibe teil. 1920 wurde er Olympiasieger in den Disziplinen Laufender Hirsch Einzelschuss und Doppelschuss mit der Mannschaft. Im Einzelschuss gehörten Einar Liberg, Ole Lilloe-Olsen, Hans Nordvik und Otto Olsen zur Mannschaft, im Doppelschuss Liberg, Lilloe-Olsen, Nordvik und Thorstein Johansen. In der Einzelkonkurrenz im Doppelschuss sicherte er sich Bronze. Vier Jahre später gewann er erneut im Mannschaftswettkampf in der Disziplin Laufender Hirsch Einzelschuss Gold, im Doppelschuss belegte er mit der Mannschaft den zweiten Rang. Bei beiden Spielen nahm er auch im Trap teil und wurde beide Male Siebter. 1931 wurde er in Lwów mit der Mannschaft im Laufenden Hirsch Doppelschuss Weltmeister.
Natvig arbeitete nach einem 1898 abgeschlossenen Studium als Arzt. Ab 1905 hatte er eine Praxis in Bergen, ab 1908 betrieb er eine Praxis in Oslo. Seinen Doktor im Fach Gynäkologie erhielt er 1906. Während des Ersten Balkankriegs arbeitete er als Arzt in einem serbischen Feldlazarett, im finnischen Bürgerkrieg führte er eine Ambulanz des Norwegischen Roten Kreuzes auf der Seite der Weißen Armee. In den 1930er Jahren arbeitete er in einem Krankenhaus in Oslo.